# Amtsbezirk Satrup-Nübel
Der Amtsbezirk Satrup-Nübel war ein Amtsbezirk im Kreis Sonderburg in der Provinz Schleswig-Holstein.
Der Amtsbezirk wurde 1889 gebildet und umfasste die vier Gemeinden Nübel, Satrup, Schnabek und Stenderup sowie den Gutsbezirk Sandberg. 1920 wurde der Amtsbezirk aufgelöst und die Gemeinden aufgrund der Volksabstimmung in Schleswig an Dänemark abgetreten.